# Новоалексієвка (Казахстан)
Новоалексі́євка (каз. Новоалексеев) — село у складі Алтинсаринського району Костанайської області Казахстану. Адміністративний центр та єдиний населений пункт Новоалексієвської сільської адміністрації.
Населення — 657 осіб (2021; 1034 у 2009, 1642 у 1999, 1955 у 1989).